# Petrolio rosso
Petrolio rosso (The Oklahoman) è un film del 1957 diretto da Francis D. Lyon.
È un western statunitense ambientato nel 1870 con Joel McCrea, Barbara Hale e Brad Dexter.

## Trama
A metà dell'Ottocento, lo Stato americano dell'Oklahoma fu destinato dal governo federale agli indiani di alcune tribù che avevano adottato i costumi dei bianchi. Verso la fine del secolo, però, le terre circostanti furono aperte alla colonizzazione e ciò creò notevoli attriti tra i pellerossa e i pionieri che volevano impadronirsi delle terre ricche di petrolio. A tale situazione s'ispira questo film: racconta la storia di un medico umanitario che difende gli indiani dalle prepotenze di alcuni americani desiderosi d'impadronirsi dei loro terreni.

## Produzione
Il film, diretto da Francis D. Lyon su una sceneggiatura di Daniel B. Ullman, fu prodotto da Walter Mirisch per la Allied Artists Pictures e girato a Santa Clarita e nell'Iverson Ranch a Chatsworth, Los Angeles, California, da metà maggio ai primi di giugno 1956.

## Distribuzione
Il film fu distribuito con il titolo The Oklahoman negli Stati Uniti dal 19 maggio 1957 (première a Oklahoma City il 18 aprile 1957) dalla Allied Artists Pictures.
Altre distribuzioni:
- in Germania Ovest il 9 agosto 1957 (Dakota)
- in Austria nel dicembre del 1957 (Dakota)
- in Francia il 15 gennaio 1958 (Fureur sur l'Oklahoma)
- in Finlandia il 17 gennaio 1958 (Mies Oklahomasta)
- in Svezia il 24 febbraio 1958 (Duell i Oklahoma)
- in Danimarca il 6 ottobre 1958 (Manden fra Oklahoma)
- in Brasile (Quando as Pistolas Decidem)
- in Spagna (El hombre de Oklahoma)
- in Grecia (Pio skliros ki ap' to thanato)
- in Italia (Petrolio rosso)
- in Portogallo (Luta de Morte)

## Critica
Secondo il Morandini il film è un "western insolito di taglio familiare" in cui, più che l'azione, esaltano i dialoghi e i buoni sentimenti.